# حاجی محمود
حاجی محمود یک روستا در ایران است که در دهستان یورتچی شرقی واقع شده‌است. حاجی محمود ۱۸۷ نفر جمعیت دارد.